# Rue de Noisy-le-Sec
La rue de Noisy-le-Sec est une voie de Bagnolet, des Lilas et du 20e arrondissement de Paris, en France.

## Situation et accès
La rue de Noisy-le-Sec débute rue des Fougères à Paris.
Elle croise la rue Évariste-Galois et la rue Pierre-Soulié qui marque sur toute sa longueur la limite communale de Paris et l'entrée de Bagnolet (numéros pairs) et Les Lilas (numéros impairs).
Cette rue rencontre ensuite la rue des Villegranges sur sa gauche, au carrefour dit place du Vel-d'Hiv, traverse la rue Pasteur, puis rencontre sur sa droite, deux voies secondaires sur le territoire de Bagnolet, le passage Lebreton (voie étroite piétonne) et la rue Socrate.
Elle se termine au carrefour de la rue Sadi-Carnot et de la rue Floréal à Bagnolet.

## Origine du nom

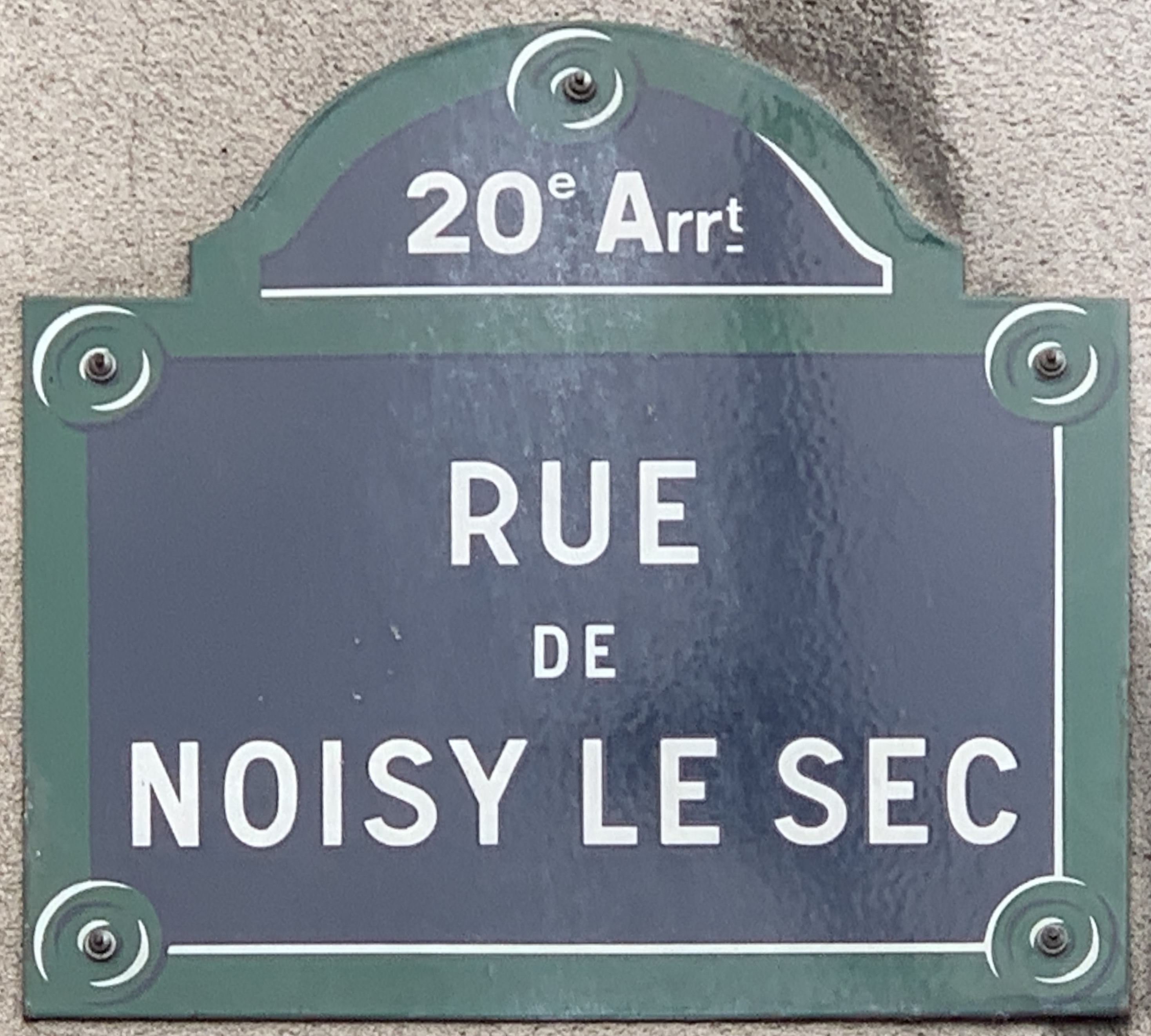
Plaque de la rue.

Cette voie a pris le nom de la commune de Noisy-le-Sec à laquelle elle mène.

## Historique
Cette rue était initialement une partie du « chemin de grande communication no 36 », et était intégralement située sur les territoires des communes de Bagnolet et des Lilas. La portion à l'ouest du carrefour avec les rues Pierre-Soulié et Évariste-Galois correspondait à la zone non constructible au droit des fortifications et fut annexée à Paris par décret du 27 juillet 1930 pour y construire ultérieurement le boulevard périphérique.
Elle fut élargie, en 1969, lors de la création du boulevard périphérique de Paris.
Peu après, en 1971, la rue de Noisy-le-Sec fait l'objet d'un cliché de la série photographique 6 mètres avant Paris, réalisée par Eustachy Kossakowski.
En juillet 2024, son terre-plein central a pris le nom de promenade Roland-Castro.

## Bâtiments remarquables et lieux de mémoire
- Square Léon-Frapié.
- Square Emmanuel-Fleury.
- Cimetière Pasteur.